# زولتسباخ (تاونوس)

شعار المدينة

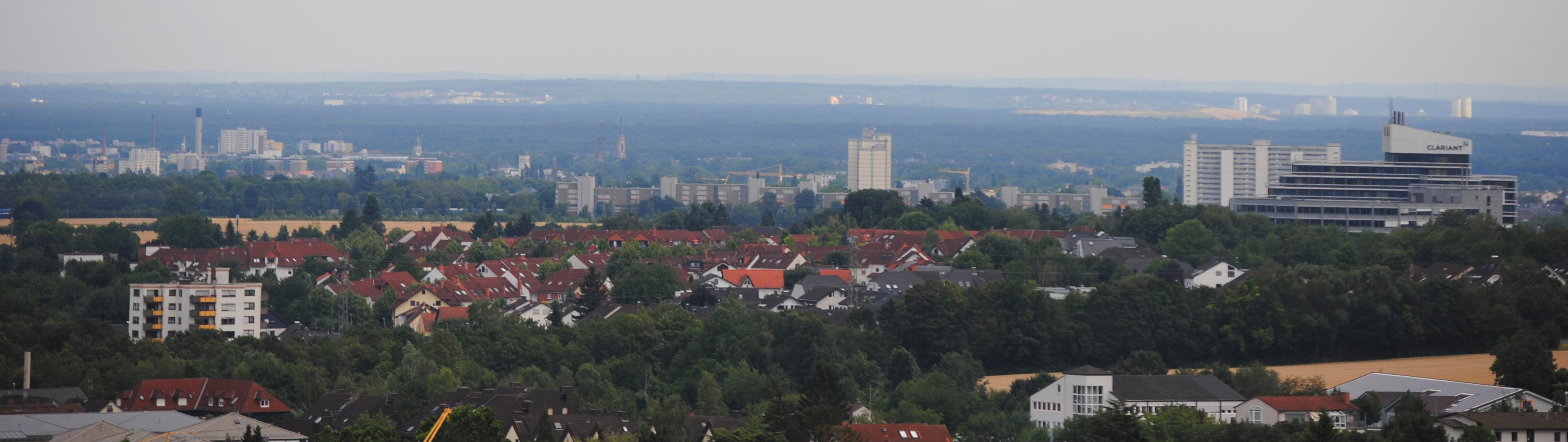
زولتسباخ منظر عام

زولتسباخ () هي بلدية في قضاء ماين-تاونوس في هيسن (ألمانيا). اشتهرت زولتسباخ بأنها أول مدينة في ألمانيا يفتتح فيها مركزا للتسوق والذي يعرف ب Main-Taunus-Zentrum

## أعلام
- فيليب جاكوب كريتشمر